# Al-Adid
Al-Adid, död 1171, var en fatimidisk kalif. Han var regerande fatimidisk kalif i Egypten mellan 1160 och 1171. 